# Championnat du Bangladesh de football 2020
Navigation
Édition précédente Édition suivante
La saison 2020 du Championnat du Bangladesh de football est la douzième édition de la Bangladesh League, le championnat national professionnel de première division bangladais. Les treize équipes engagées sont regroupées au sein d'une poule unique où elles affrontent deux fois leurs adversaires. En fin de saison, les deux derniers du classement sont relégués.
La saison commence le 13 février 2020 et est arrêtée le 15 mars 2020 à cause de la pandémie de Covid-19, le 17 mai 2020 la fédération annule le championnat, aucun titre ne sera attribué.

## Participants
- Abahani Limited Dhaka
- Mohammedan SC Dacca
- Muktijoddha Sangsad KC
- Sheikh Russell KC
- Brothers Union
- Rahmatganj MFS
- Arambagh KS
- Abahani Limited Chittagong
- Saif SC
- Uttar Baridhara Club - Promu de D2
- Sheikh Jamal Dhanmondi Club
- Bangladesh Police FC - Promu de D2
- Bashundhara Kings

## Compétition

### Classement
Le classement est établi sur le barème de points classique : victoire à 3 points, match nul à 1, défaite à 0.
| Rang | Équipe                      | Pts | J | G | N | P | Bp | Bc | Diff |
| ---- | --------------------------- | --- | - | - | - | - | -- | -- | ---- |
| 1    | Abahani Limited Dhaka       | 13  | 6 | 4 | 1 | 1 | 12 | 4  | +8   |
| 2    | Abahani Limited Chittagong  | 13  | 6 | 4 | 1 | 1 | 13 | 7  | +6   |
| 3    | Sheikh Jamal Dhanmondi Club | 12  | 5 | 4 | 0 | 1 | 10 | 5  | +5   |
| 4    | Mohammedan SC Dacca         | 12  | 6 | 4 | 0 | 2 | 8  | 7  | +1   |
| 5    | Saif SC                     | 11  | 6 | 3 | 2 | 1 | 8  | 5  | +3   |
| 6    | Bashundhara Kings T         | 10  | 6 | 3 | 1 | 2 | 10 | 9  | +1   |
| 7    | Rahmatganj MFS              | 7   | 6 | 2 | 1 | 3 | 6  | 5  | +1   |
| 8    | Arambagh KS                 | 5   | 5 | 1 | 2 | 2 | 6  | 9  | -3   |
| 9    | Bangladesh Police FCP       | 5   | 5 | 1 | 2 | 2 | 4  | 7  | -3   |
| 10   | Sheikh Russell KC           | 5   | 6 | 1 | 2 | 3 | 4  | 7  | -3   |
| 11   | Brothers Union              | 4   | 5 | 0 | 4 | 1 | 6  | 7  | -1   |
| 12   | Uttar Baridhara Club P      | 1   | 5 | 0 | 1 | 4 | 4  | 11 | -7   |
| 13   | Muktijoddha Sangsad KC      | 1   | 5 | 0 | 1 | 4 | 4  | 12 | -8   |

|  | T : Tenant du titre C : Vainqueur de la Coupe du Bangladesh P : Promu de deuxième division |

- Le championnat étant arrêté, le champion et le vice-champion de la saison 2019 sont qualifiés pour la Coupe de l'AFC 2021.

## Bilan de la saison
| Championnat du Bangladesh de football 2020 |                       |
| Champion                                   | aucun                 |
| Coupes et trophées                         |                       |
| Vainqueur de la Coupe du Bangladesh 2020   | non disputée          |
| Qualifications continentales               |                       |
| Coupe de l'AFC 2021                        | Bashundhara Kings     |
| Coupe de l'AFC 2021                        | Abahani Limited Dhaka |
| Promotions et relégations                  |                       |
| Promus en Bangladesh League                | aucun                 |
| Relégués en Bangladesh Championship League | aucun                 |